# Dialkylamine

Allgemeine Formel der Dialkylamine. R^{1} und R^{2} = Alkylreste.

Dialkylamine bilden eine Gruppe von organisch-chemischen Verbindungen, die sich von Ammoniak (NH3) ableiten, von dessen drei Wasserstoffatomen zwei durch Alkyl-Reste R ersetzt sind. Gelegentlich werden die Dialkylamine auch sekundäre Amine genannt. Wenn die Reste R gleich sind, haben die Dialkylamine die allgemeine Formel HNR2. Ein bekanntes Dialkylamin ist das Diisopropylamin [R = CH(CH3)2].
Dialkylamine sollten nicht mit Dialkylamiden – genauer N,N-Dialkylamiden – verwechselt werden.

## Verwendung

Aus Dialkylaminen herstellbare Nitrosamine. R^{1} und R^{2} = Alkylreste.

Durch die Reaktion von Aldehyden oder Ketonen mit sekundären Aminen bilden sich unter Wasserabspaltung Enamine, die bei der Knüpfung von Kohlenstoff-Kohlenstoff-Bindungen von Bedeutung sind, da diese leicht mit  Elektrophilen (z. B. von Säurechloriden und aktivierte Alkylierungsmitteln wie Allylhalogeniden und α-Halogencarbonsäureestern sowie elektronenarmen Alkenen) reagieren.  Aus Diisopropylamin wird durch Umsetzung mit elementarem Lithium in Gegenwart von Styrol Lithiumdiisopropylamid (LDA) hergestellt.
Dialkylamine reagieren mit Schwefelkohlenstoff zu Dithiocarbaminsäuren.
Dialkylamine reagieren mit salpetriger Säure zu Nitrosaminen, die häufig karzinogen wirken.